# Recollections of the development of my mind and character
Recollections of the Development of My Mind and Character è il titolo di un manoscritto autobiografico di Charles Darwin, scritto tra il 1876 e il 1882, e pubblicato postumo.
Questo documento appare per la prima volta con il titolo di Autobiography nell'opera Life and letters del figlio Francis Darwin. La trascrizione moderna del manoscritto è stata pubblicata da Nora Barlow nel 1958, con il titolo di The Autobiography of Charles Darwin 1809-1882. With the original omissions restored. Edited and with appendix and notes by his granddaughter Nora Barlow.

## Genesi
Sebbene Darwin non abbia mai ufficialmente intitolato il manoscritto come "autobiografia" durante la sua vita, in documenti successivi come il suo diario privato e il suo testamento, egli lo definisce esplicitamente come tale. Questo ha sollevato dibattiti tra gli studiosi circa il vero scopo del testo e il suo ruolo nella comprensione della vita di Darwin. La sua caratterizzazione come "autobiografia" non è sempre stata accettata, ma oggi è generalmente considerata come una riflessione genuina sul suo sviluppo come pensatore e come scienziato.
"3 agosto 1876. Questo schizzo della mia vita è stato iniziato circa il 28 maggio a Hopedene, e da allora ho scritto quasi ogni pomeriggio per circa un'ora."*
Sarà facilmente comprensibile che, in una narrazione di tipo personale e intimo scritta per sua moglie e per i suoi figli, vi siano passaggi che devono essere omessi in questa versione; e non ho ritenuto necessario indicare dove tali omissioni siano state fatte. È stato necessario apportare alcune correzioni di evidenti errori verbali, ma il numero di tali modifiche è stato mantenuto al minimo.»
(Introduzione al capitolo II, in Francis Darwin, Life and letters)

## Contenuto
(Charles Darwin)
Nel manoscritto, Darwin esplora la sua infanzia, la formazione intellettuale e le esperienze che hanno contribuito alla sua evoluzione come scienziato. Il testo offre uno spaccato della sua vita privata, dai primi anni di educazione ai suoi anni universitari, fino all'emergere delle sue idee sulla teoria dell'evoluzione e la sua carriera scientifica. Vengono trattati anche temi personali, come le sue difficoltà di salute e la sua evoluzione religiosa e filosofica.
Darwin descrive la sua crescita mentale e l'approccio alla scienza in modo riflessivo e autocritico. La sua fede nell'evoluzione della specie, seppur centrale nel suo pensiero scientifico, viene descritta anche in relazione ai suoi conflitti interiori e al suo distacco dalle credenze religiose tradizionali.

## Struttura
Il manoscritto è suddiviso nei seguenti capitoli:
1. Dalla mia nascita al mio ingresso a Cambridge

In questo capitolo, Darwin descrive i suoi primi anni di vita, la sua famiglia e la sua educazione iniziale. Nato nel 1809, fu cresciuto in una famiglia di scienziati e intellettuali. Sebbene il suo padre non fosse particolarmente favorevole alla sua carriera scientifica, Darwin frequentò la scuola a Shrewsbury, dove non si distinse particolarmente. La sua educazione formale culminò con l'ingresso all'Università di Cambridge, dove iniziò a sviluppare un interesse per la storia naturale, influenzato dal naturalista Robert Grant e da altri docenti. L’esperienza a Cambridge segnò l’inizio della sua carriera scientifica.
1. La vita a Cambridge

A Cambridge, Darwin si dedicò allo studio della biologia, frequentando corsi di botanica e geologia, e divenne amico di importanti scienziati dell’epoca, tra cui John Stevens Henslow, che lo introdusse al mondo della ricerca scientifica. Durante questo periodo, Darwin sviluppò una passione per la storia naturale, ma inizialmente non mostrò un grande interesse per la medicina, che era la carriera inizialmente prevista dal padre.
1. Il viaggio del Beagle

Nel 1831, Darwin intraprese il celebre viaggio a bordo della HMS Beagle, che durò quasi cinque anni. Durante questa esplorazione scientifica, Darwin raccoglieva campioni di piante, animali e fossili in diverse parti del mondo, inclusi Sud America, Australia e isole Galápagos. Questo viaggio ebbe un impatto fondamentale sul suo pensiero scientifico, poiché le osservazioni fatte sul campo contribuirono alla nascita delle sue teorie evoluzionistiche.
1. Dal mio ritorno a casa al mio matrimonio

Al ritorno dal viaggio del Beagle, Darwin si stabilì a Londra, dove iniziò a analizzare e catalogare le sue scoperte. Durante questo periodo, incontrò e si innamorò di Emma Wedgwood, con cui si sposò nel 1839. La loro unione fu importante non solo sul piano personale, ma anche scientifico, in quanto Emma fu un supporto fondamentale durante gli anni di lavoro di Darwin, in particolare nella gestione della sua salute precaria.
1. Credenze religiose

Nel capitolo dedicato alle sue credenze religiose, Darwin esplora il suo distacco graduale dalla fede cristiana. Sebbene inizialmente avesse una fede tradizionale, il suo scetticismo aumentò nel corso degli anni, in particolare a causa delle contraddizioni che riscontrava tra la religione e le sue scoperte scientifiche. Tuttavia, non abbandonò completamente la spiritualità e il concetto di un ordine naturale, ma divenne più agnostico riguardo alle questioni religiose.
1. Dal matrimonio e residenza a Londra al nostro trasferimento a Down

Dopo il matrimonio, Darwin e sua moglie si trasferirono a Londra, dove Darwin continuò la sua ricerca scientifica. Tuttavia, a causa dei suoi problemi di salute, decise di trasferirsi con la famiglia nella casa di campagna a Down, un piccolo villaggio nel Kent. La tranquillità di Down gli permise di concentrarsi maggiormente sul suo lavoro scientifico e di scrivere i suoi trattati più importanti, inclusi quelli che avrebbero portato alla formulazione della sua teoria dell'evoluzione.
1. Residenza a Down

A Down, Darwin visse per il resto della sua vita. La sua casa divenne un centro di ricerca scientifica, dove Darwin lavorò intensamente alla sua teoria dell’evoluzione. La vita tranquilla e il contatto con la natura che lo circondava contribuirono alla sua produttività. Nonostante le difficoltà di salute, che gli impedivano di viaggiare frequentemente, Darwin riuscì a raccogliere enormi quantità di dati che rafforzarono le sue teorie.
1. Come sono nati alcuni dei miei libri

In questo capitolo, Darwin racconta come nacquero alcune delle sue opere più importanti, tra cui L'origine delle specie e altri scritti scientifici. Descrive come la sua ricerca sul viaggio del Beagle, le osservazioni geologiche e biologiche, e le sue riflessioni personali abbiano contribuito alla stesura di queste opere. Darwin non si considerava uno scrittore prolifico, ma il suo lavoro di ricerca scientifica si tradusse in una serie di testi che avrebbero rivoluzionato la biologia.
1. Una valutazione delle mie capacità mentali

Infine, Darwin riflette sulla propria mente e sulle sue capacità intellettuali. Si considera una persona di intelligenza media, ma con una grande capacità di osservazione e di pazienza nella raccolta di dati. Non si attribuisce un genio straordinario, ma piuttosto una predisposizione alla deduzione logica e alla formulazione di teorie basate su evidenze. Riconosce anche l'importanza della sua determinazione e della sua capacità di lavoro costante, che lo portarono a sviluppare la sua celebre teoria dell’evoluzione.

## Edizioni
- (EN) Charles Darwin, Recollections of the development of my mind & character, 1876-1882.
- (EN) Charles Darwin, Autobiography, in Francis Darwin, The life and letters of Charles Darwin, including an autobiographical chapter, vol. 1, London, John Murray, 1887.
- (EN) Nora Barlow, The autobiography of Charles Darwin 1809-1882, Londra, Collins, 1958.